# Аллоцетрарія Океза
Аллоцетрарія Океза, тукерманопсис Океза, цетрарія Океза (Allocetraria oakesiana) — реліктовий гірський вид лишайників родини пармелієві (Parmeliaceae).

## Систематика
Описаний як Allocetraria oakesiana у 1995 році. Під цією назвою зустрічається у третьому виданні Червоної книги України. У 2007 році віднесений до роду Usnocetraria, поточна біномінальна назва Usnocetraria oakesiana.

## Будова
Має листувате тіло невизначеної форми діаметром до 8 см, іноді у вигляді неправильної розетки. Слань у центрі досить щільно притиснена до субстрату.

## Поширення та середовище існування
Європа (розсіяно), Урал, Західний Сибір, Північна Америка, Японські острови. Українські Карпати та Прикарпаття.

## Природоохоронний статус
Включений до Червоної книги України.